# Non sposate le mie figlie! 2
Non sposate le mie figlie! 2 (Qu'est-ce qu'on a encore fait au Bon Dieu?) è un film del 2019 diretto da Philippe de Chauveron.
La pellicola è il sequel di Non sposate le mie figlie!.

## Trama
Claude e Marie Verneuil tornano in Francia da un viaggio intorno al mondo, durante il quale hanno fatto visita alle famiglie dei quattro generi ma devono fare i conti con un nuovo problema: le quattro figlie e i loro mariti non si trovano più bene in Francia per questioni di razzismo e di lavoro. Odile e suo marito David, il cui progetto del Bio-halal non è decollato come sperato, vogliono infatti andare in Israele con il loro bambino, per tentare la sorte vendendo un frigo portatile di invenzione di David; Ségolène e suo marito Chao (genitori di due bambine) vorrebbero andare in Cina, patria di lui, per sfuggire agli episodi di razzismo; Isabelle e suo marito Rachid, entrambi avvocati, vorrebbero trasferirsi in Algeria affinché lui possa diventare un legale di successo e lei assistere le donne nella rivoluzione dei bikini, un nuovo movimento femminista algerino; Laure (che è incinta) e suo marito Charles (un ivoriano che aspira ad affermarsi come attore) vorrebbero emigrare in India, poiché Charles vuole fare carriera a Bollywood e Laure ha ricevuto un'allettante offerta di lavoro a Bombay.
I Verneuil ricorrono a diversi stratagemmi affinché tutti i membri della famiglia non lascino il paese. I quattro generi scoprono ben presto il piano dei suoceri ma alla fine decidono di restare in Francia poiché comprendono il desiderio di Claude e Marie di tenere unita la famiglia. Inoltre si rendono conto che è la frenesia della caotica vita parigina la vera causa della loro insofferenza e decidono di stabilirsi nella più rilassata Chinon. I Verneuil ottengono così il loro scopo di non disperdere figlie e nipoti in giro per il mondo.
Dall'altro lato, André e Madeleine Koffi, i genitori di Charles, giungono in Francia per conoscere il futuro marito della figlia Viviane, che in realtà è lesbica e rivela la verità ai genitori solo all'ultimo momento, presentando loro la sua futura moglie Nicole, che prima aveva sempre spacciato per uomo di nome di Nicolas; mentre Madeleine incassa piuttosto bene la notizia, André ha un malore e si rifiuta di partecipare al matrimonio della figlia. Sarà di nuovo l'intervento di Claude a convincere André che l'importante è la felicità della figlia: la pellicola si conclude con il matrimonio civile tra Viviane e la sua compagna Nicole, e Claude e Marie possono finalmente godere della gioia della famiglia unita.

## Distribuzione
Il film è uscito nelle sale cinematografiche francesi in quantità limitata il primo gennaio 2019, e successivamente a partire dal 30 gennaio. In Italia è uscito il 7 marzo 2019.

## Seguito
Il 1º dicembre 2022 è uscito in Italia il terzo capitolo della serie, intitolato Riunione di famiglia - Non sposate le mie figlie! 3